# دار داؤد (الحصن)
وتتكون دار داوود من آل ثابت وآل الجوفي وآل صلاح وآل جابر وآل سهل وبني سمير .. وفيها آثار حميرية منها حصن الليوان الواقع غرب القرية وحصن الصلبة الواقع وسط القرية وهو حصن عسكري، وتتكون القرية من مجموعة من الدور القديمة منها دار ثابت والدار البيضاء والدار السوداء ودار الحراشنة ودار الجوفي ودار دفينة ودار الصمصام ودار الحجر، كما تشتهر بوجود آبار يدوية تعود إلى التاريخ اليمني القديم منها بئر السيلي وبئر الطلب وبئر العرم وبئر ذي ناجح وبئر الحنشة وبئر الحصن وبئر حضيرة العنب وبئر ثابت، وبئر السنفة ..كانت القرية مشتهرة عبر التاريخ بزراعة العنب لكنه قد انتهى بسبب الجفاف .وتشتهر القرية بوجود غيل النشفة وغيل الضيق ويقع سد وادي التالبة في نهاية حدودها

تعديل مصدري - تعديل

دار داؤد هي إحدى قرى عزلة اليمانية العليا بمديرية الحصن التابعة لمحافظة صنعاء، بلغ تعداد سكانها 327 نسمة حسب تعداد اليمن لعام 2004.